# Pritchardia munroi
Pritchardia munroi är en enhjärtbladig växtart som beskrevs av Joseph Rock. Pritchardia munroi ingår i släktet Pritchardia och familjen Arecaceae. Inga underarter finns listade i Catalogue of Life.

## Bildgalleri

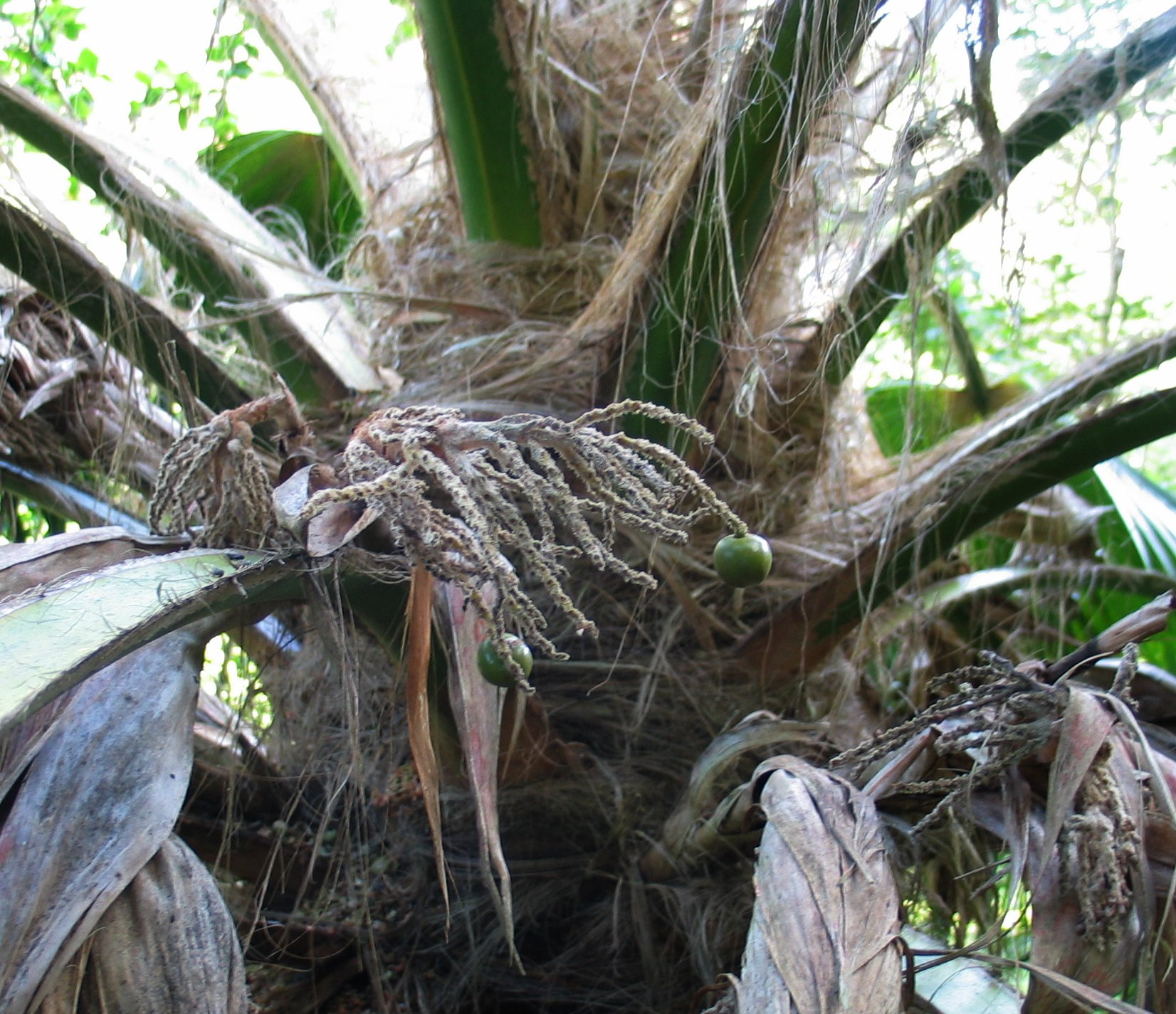
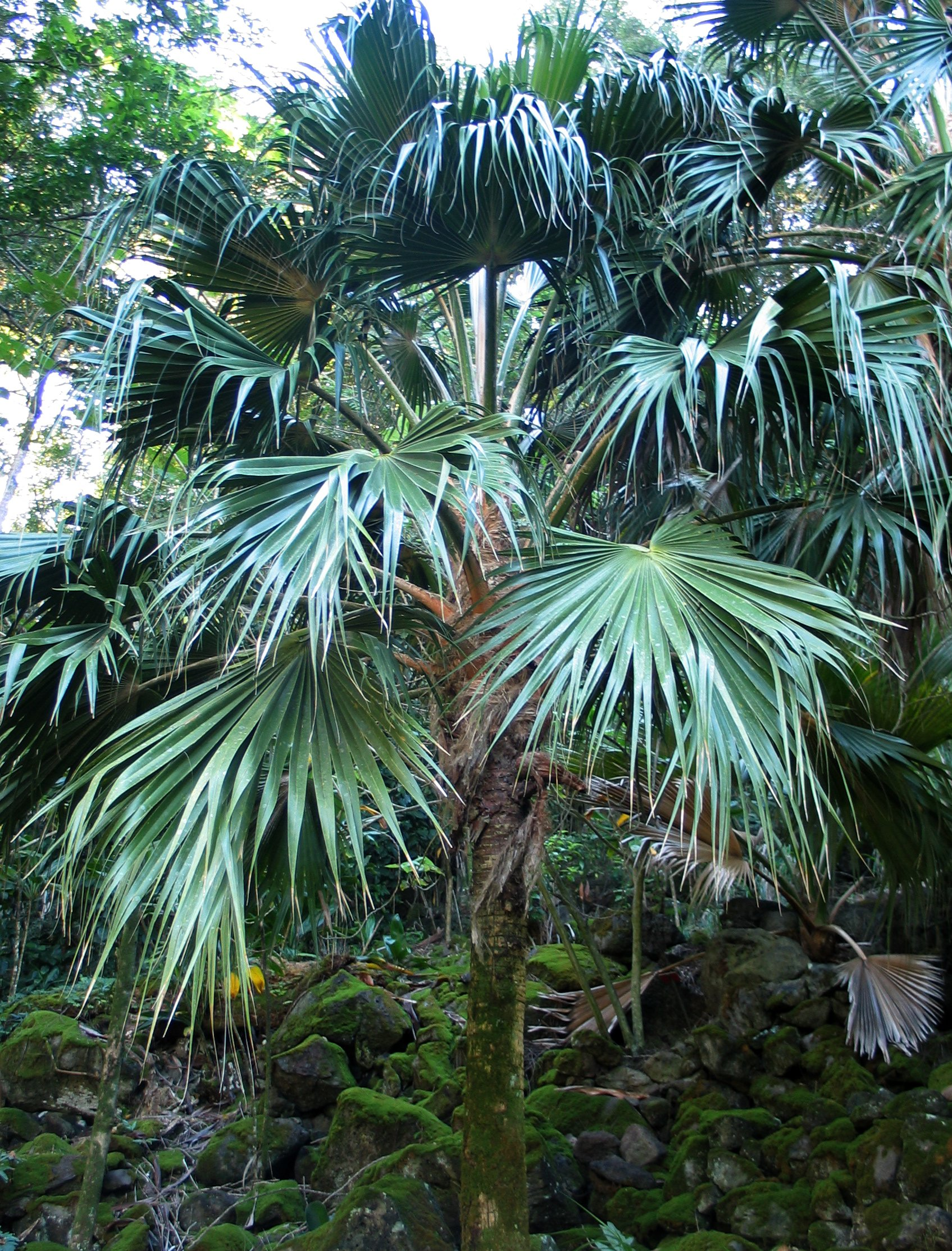
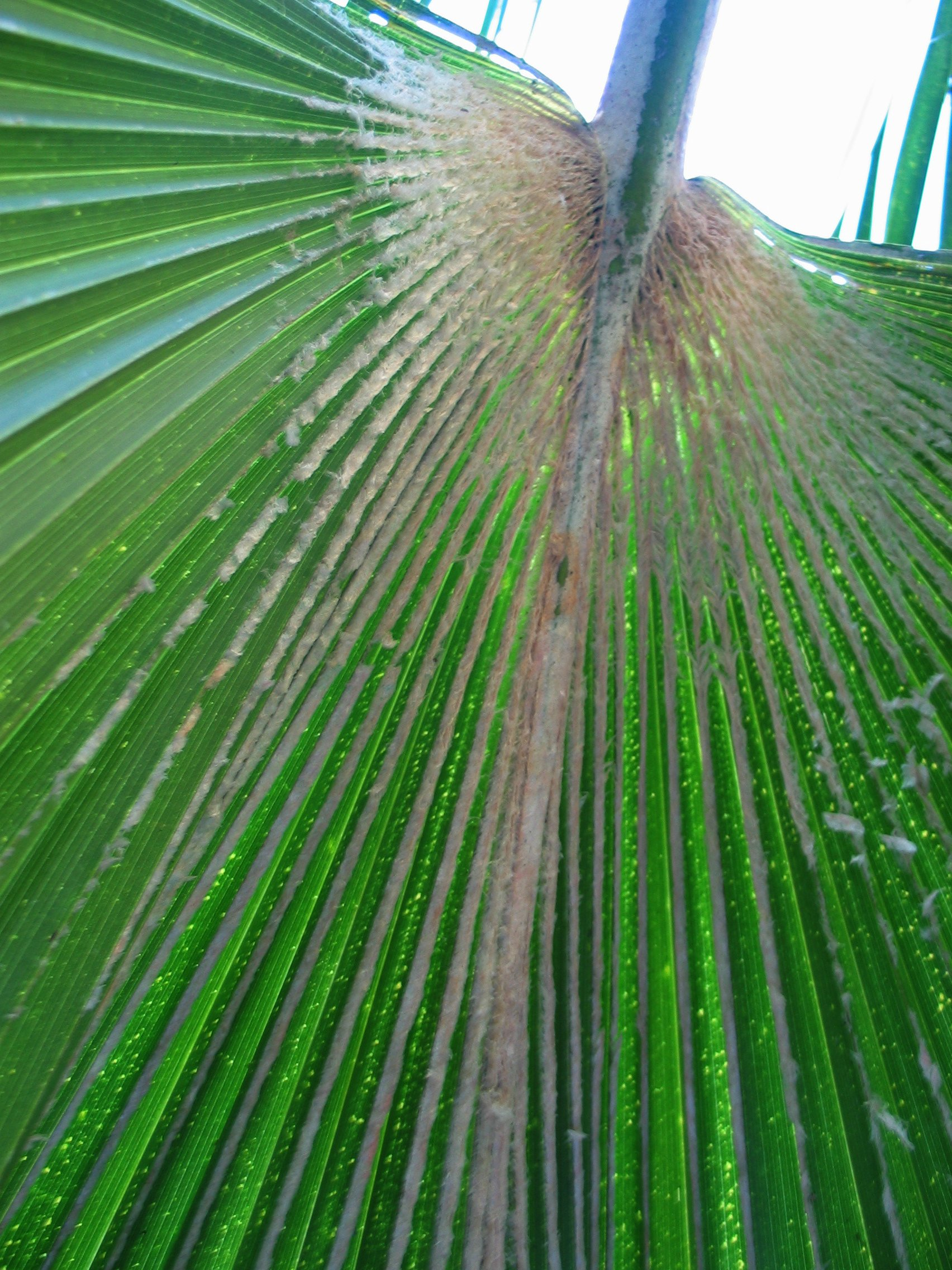
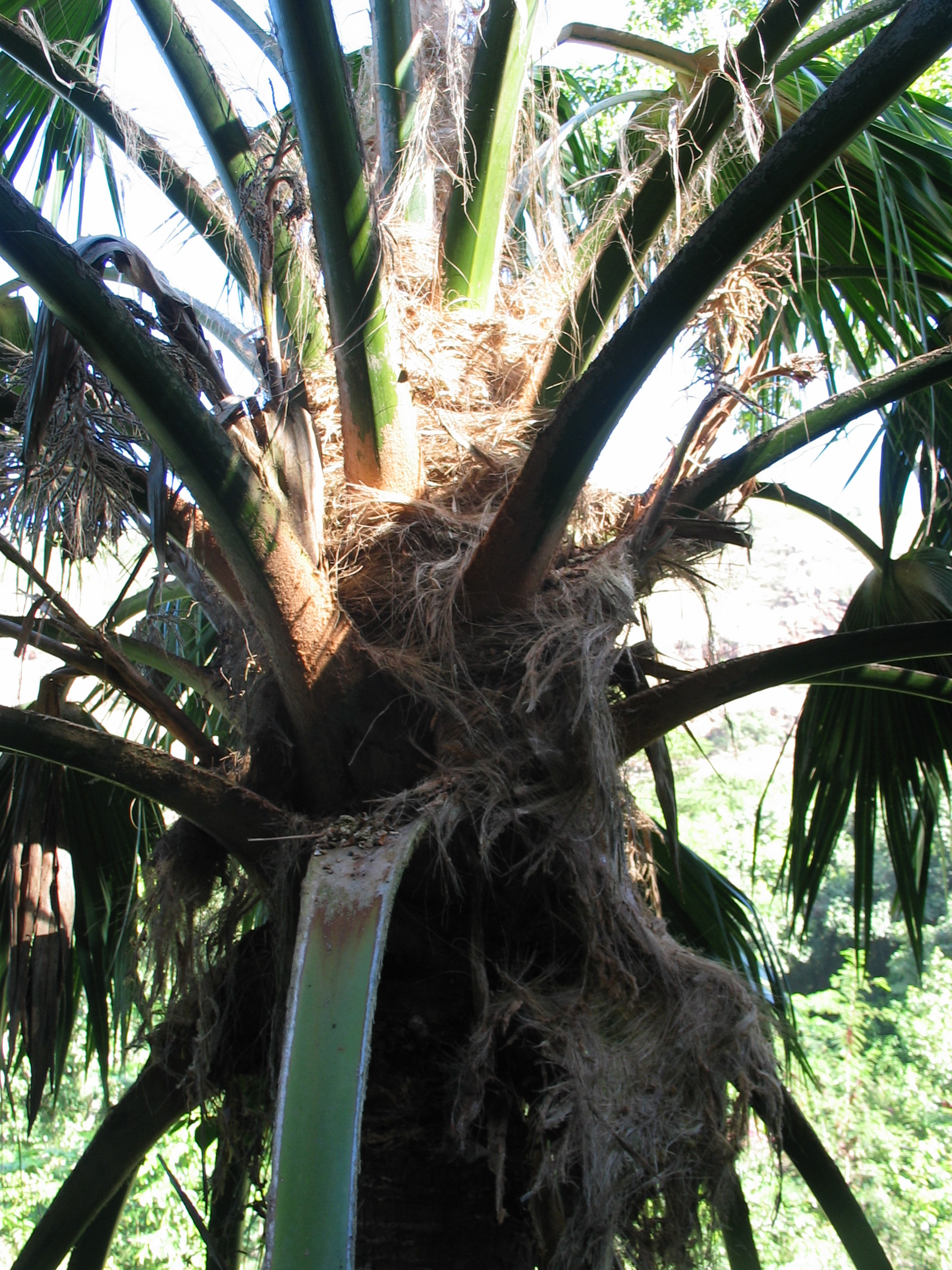
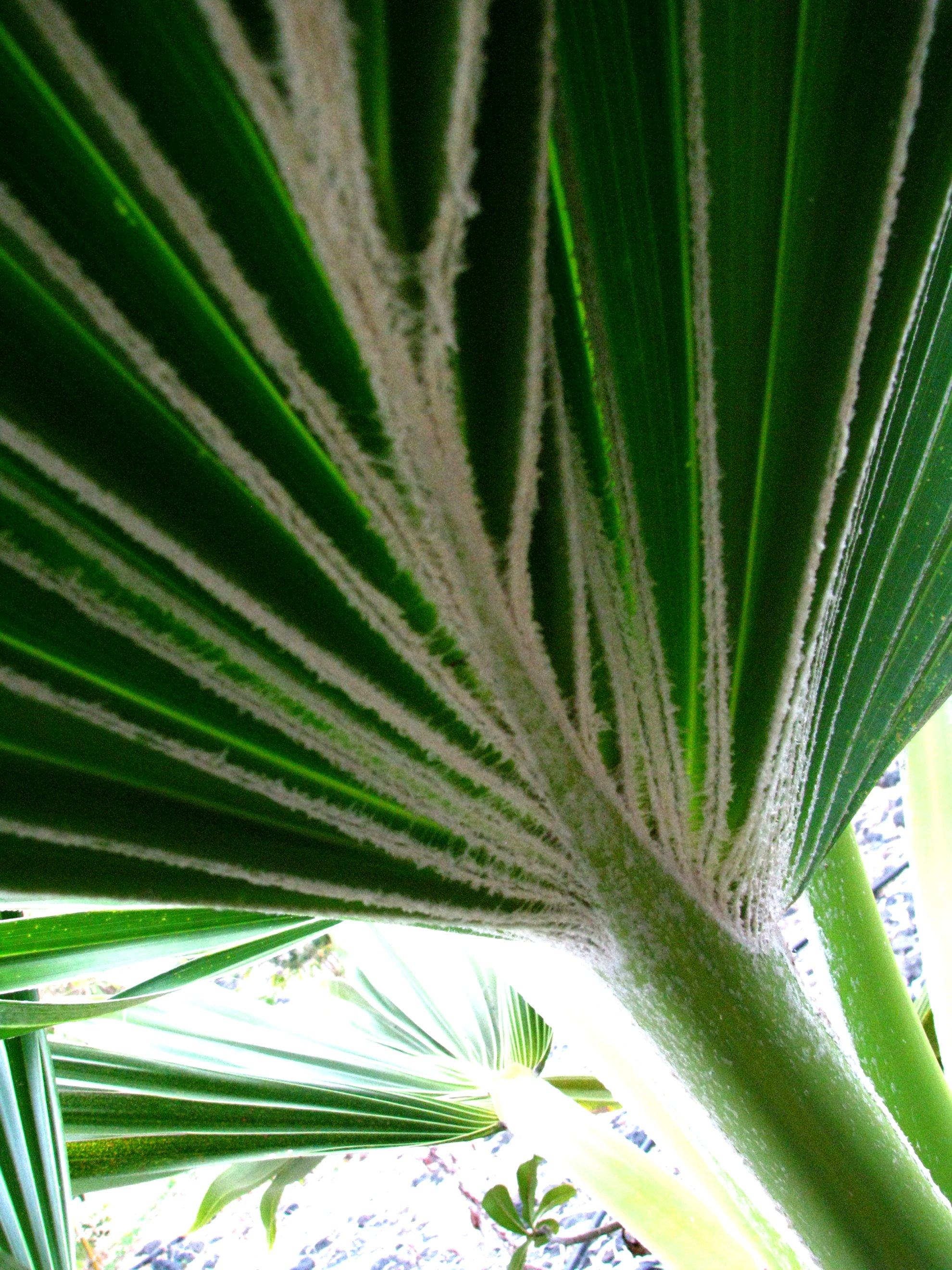
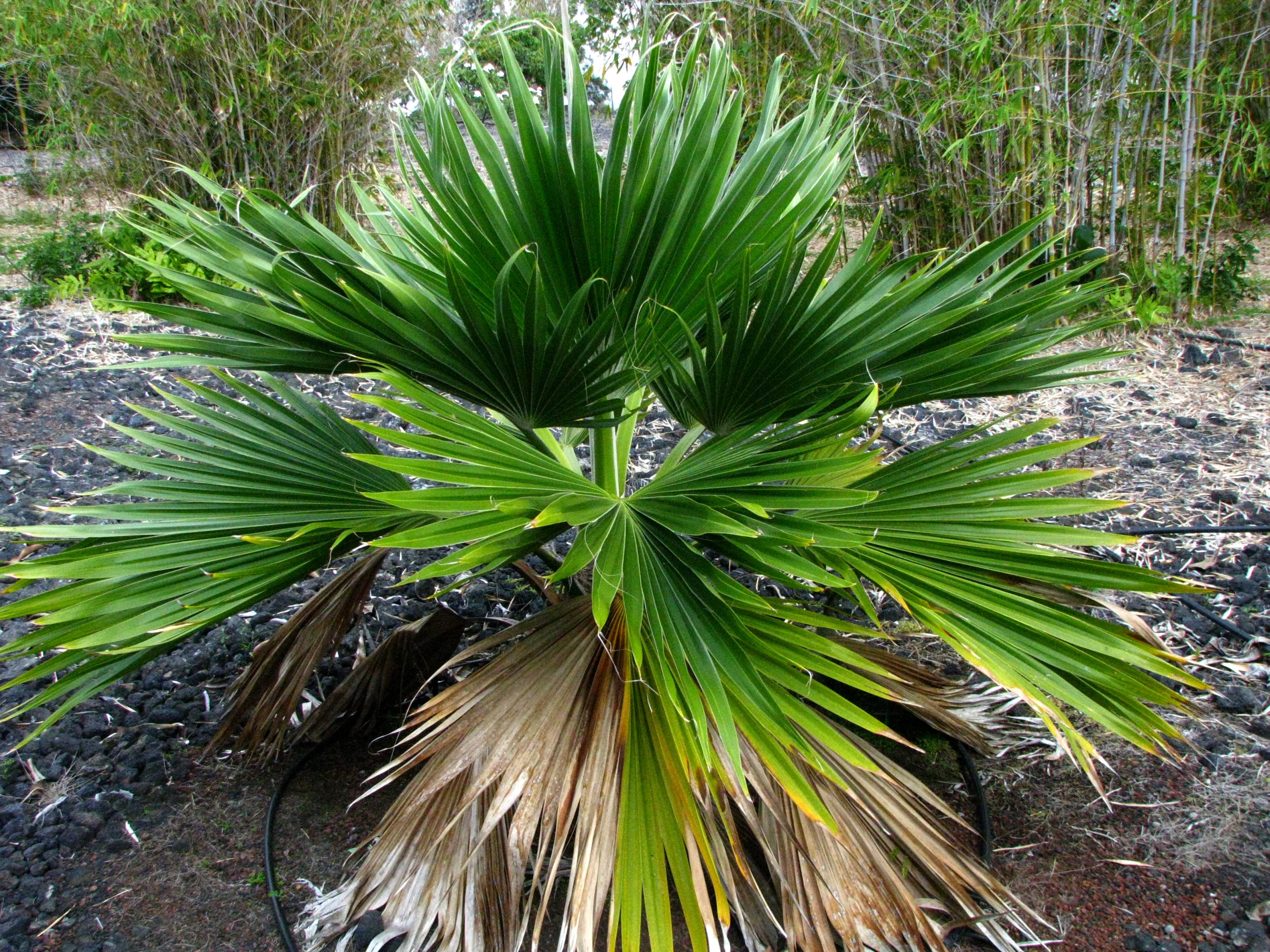